# Canis lupaster
El lobo dorado africano (Canis lupaster) es una especie de cánido del género Canis. Se distribuye en el norte y nordeste de África.

## Distribución y hábitat

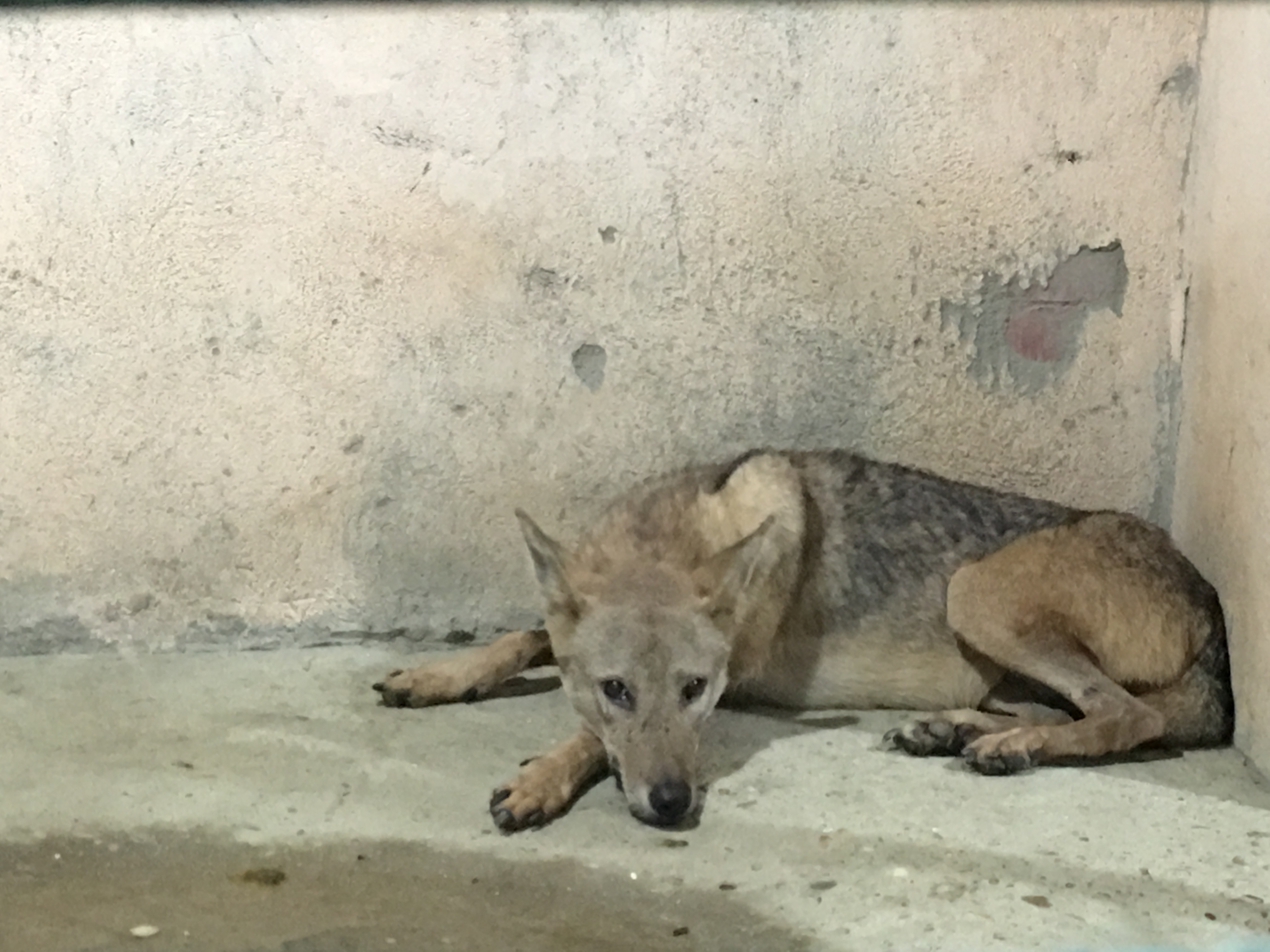
Un ejemplar en Abu Rawash.

La especie es nativa del norte y noreste de África, donde se distribuye desde Marruecos a Egipto, a través de Senegal, Mali, Argelia, Libia y el norte de Nigeria. 
Es una especie común en las llanuras y zonas esteparias, incluidas las que poseen poca agua disponible; es que este cánido está muy bien adaptado al ecosistema del semidesierto. En algunas regiones coexiste con otras especies del género Canis, como el chacal de lomo negro (Lupulella mesomelas) y el lobo etíope (Canis simensis).

## Características y costumbres
Es un cánido con pesos de entre 20 a 25 kg en edad adulta.
Posee una dieta variada y oportunista, predando ovejas, cabras, camellos,liebres y gallinas, si bien no desaprovecha carroña o frutos.
Es un animal territorial; cada territorio es habitado por una pareja acompañada por la descendencia del año anterior, la que ayuda en la crianza de los cachorros más jóvenes.

## Taxonomía
Este taxón fue descrito originalmente como «una especie plena» en el año 1820 por el paleontólogo, zoólogo y botánico francés Frédéric Cuvier.
Etimología
El término específico deriva de la familia árcade Anthus descrita por Plinio el Viejo en su “Naturalis historia”.
Subdivisión
Esta especie se compone de 6 subespecies: 
- Canis lupaster anthus (F. Cuvier, 1820) - Lobo dorado senegalés
- Canis lupaster algirensis (Wagner, 1841) - Lobo dorado argelino
- Canis lupaster bea (Heller, 1914) - Lobo dorado del Serengeti
- Canis lupaster lupaster (Ehrenberg, 1833) - Lobo dorado egipcio
- Canis lupaster riparius (Hemprich & Ehrenberg, 1832) - Lobo dorado abisinio
- Canis lupaster soudanicus (Thomas, 1903) - Lobo dorado jaspeado

Historia taxonómica
Las subespecies que lo integran fueron clasificadas previamente como subespecies dentro de una especie septentrional, el chacal dorado euroasiático (Canis aureus). 
En el año 2015, una serie de análisis de los genomas mitocondriales y nucleares de los taxones asiáticos y africanos demostró que estos últimos no debían seguir clasificándose junto a los primeros, ya que se detectó una divergencia genética de alrededor de 6,7 % entre ambos clados (incluso se observó una más estrecha relación con los lobos grises y coyotes), por lo que a las poblaciones africanas se les aplicó un tratamiento taxonómico específico.
Tres años antes ya se había encontrado que las subespecies africanas y euroasiáticas no estaban tan relacionadas, y sí lo estaban las africanas y el lobo gris, por lo que se había propuesto que por lo menos la forma del nordeste africano sea considerada en calidad de subespecie del lobo común.